# Kamakura

Amida-Buddha im Kōtoku-in-Tempel von Kamakura

Kamakura (wörtlich Sichellager jap. 鎌倉市 Kamakura-shi, deutsch ‚(kreisfreie) Stadt Kamakura‘, englisch Kamakura City) ist eine Stadt in der japanischen Präfektur Kanagawa. Während der sogenannten Kamakura-Zeit war die Stadt von 1185 bis 1333 de facto die Hauptstadt Japans.

## Geographie
Kamakura ist eine ca. 50 km südwestlich von Tokio an der Sagami-Bucht gelegene Stadt, die im Norden, Osten und Westen von fünf Bergen umgeben ist. Sie war von 1185 bis 1333 der Regierungssitz Japans. Hauptanziehungspunkte für viele in- und ausländische Touristen sind die zahlreichen gut erhaltenen Tempel und Schreine aus jener Epoche. Auch ist Kamakuras Strand Yuigahama ein beliebtes Ausflugsziel.

## Geschichte
Während der Heian-Zeit (794–1185) war Kamakura die wichtigste Stadt der Kantō-Region.
Nach dem Sieg über den Taira-Clan durch Minamoto no Yoritomo (1147–1199) konnte dieser 1192 beim Tennō durchsetzen, erblich zum Shōgun ernannt zu werden. Aber schon sein Enkel Sanetomo fiel 1219 einem Mord zum Opfer. Die tatsächliche Macht in Kamakura übten dann die Hausverweser, die von den Taira abstammenden Hōjō, aus und regierten bis 1333 von hier aus über ganz Japan (Kamakura-Shogunat). Die Stadt entwickelte sich dabei zum politischen und kulturellen Mittelpunkt des Landes. Nach dem Sturz der Hōjō im Jahr 1333 verlor Kamakura im Rahmen der nachfolgenden Kemmu-Restauration und der einsetzenden Muromachi-Zeit zunehmend an Bedeutung und der Regierungssitz wurde wieder nach Kyōto verlegt.

## Sehenswürdigkeiten
In Kamakura befinden sich zahlreiche buddhistische Tempel und Shintō-Schreine. Am bekanntesten ist der Kōtoku-in mit der ab 1252 errichteten monumentalen Bronzestatue des Amida-Buddha, gewöhnlich „Daibutsu“ genannt. 1498 zerstörte ein Tsunami den ungefähr 860 m vom Strand entfernten Tempel und die den Großen Buddha umgebende Halle, seitdem steht die Figur frei.
Unter dem Begriff Kamakura-Gozan wurden 1386 vom Ashikaga-Shogunat in Kamakura die folgenden Tempel der Rinzai-Schule des Zen-Buddhismus ausgezeichnet:
- der Kenchō-ji,
- der Engaku-ji (dessen Shariden-Halle zu den japanischen Nationalschätzen gezählt wird),
- der Jufuku-ji,
- der Jōchi-ji und
- der Jōmyō-ji.

Weitere Sehenswürdigkeiten sind u. a. der Tōkei-ji (ein Nonnenkloster, in dem scheidungswillige Frauen Zuflucht fanden), der Tsurugaoka-Hachiman-Schrein, das Meigetsu-in (明月院) mit seinen Hortensien, die Statue Ōfuna-Kannon und der Tempel Hase-dera.
Weitere bekannte Schreine sind der Zeniarai-Benzaiten-Ugafuku-Schrein sowie der Zeniarai-benten-Ugafuku-jinja (銭洗弁天宇賀福神社), der in einer Berggrotte eingerichtet wurde. Verehrt wird die Göttin Benzaiten zusammen mit Ugafuku. Der Zusatz Zeniarai bedeutet Geldwaschen (in der dortigen Quelle), das zu Reichtum verhelfen soll. In der Stadt gibt es außerdem den Yasaka-Ogami-Schrein und den Tatsumi-Schrein.
Im Zentrum befindet sich die lebhafte Hauptgeschäftsstraße der Stadt Komachi dori, die tagsüber als Fußgängerzone betrieben wird. In der Stadt befindet sich auch das Kawakita Filmmuseum.
Zu den Wahrzeichen der Stadt gehört der Uhrenturm Kamakura vor dem Bahnhof Kamakura.

## Kultur und Feste
Kamakura ist bekannt für eine besondere Technik des Holzschnitzens, das sogenannte „Kamakura-bori“. Dabei werden Holzgegenstände mit Pflanzenreliefs versehen und mit zahlreichen Lackschichten überzogen. Diese ursprünglich aus China stammende Technik wurde von buddhistischen Künstlern verfeinert und zunächst für religiöse Gegenstände, ab der zweiten Hälfte des 19. Jahrhunderts auch für Alltagsgegenstände verwendet. Eine entsprechende Werkstatt mit Ladengeschäft befindet sich im Gebäude Sunshodo.
Feierlichkeiten
4. JanuarBeim Chōna-Hajime bitten Schreiner und Holzbearbeiter am Tsurugaoka-Hachiman-Schrein um gutes Gelingen ihrer Arbeit.
15. JanuarSagichō am Tsurugaoka-Hachiman-Schrein, bei dem die für die Neujahrsfeier verwendeten Papierdekorationen verbrannt werden.
11. FebruarDas Daikokutōe am Tempel Chōshō-ji ist eine Zeremonie, bei der sich buddhistische Mönche mit kaltem Wasser übergießen, um ihren Willen beim Beten für den Weltfrieden zu üben.
2.–3. Sonntag im AprilKamakura-Festival am Tsurugaoka-Hachiman-Schrein.
10. AugustFeuerwerk am Strand von Kamakura.
8.–9. OktoberTakigi-Nō, öffentliche Nō-Aufführungen unter freiem Himmel am Kamakura-Schrein.
18. DezemberToshi no Ichi, Jahresabschlussfest am Hasedera-Tempel.

## Verkehr
- Zug:
  - JR Yokosuka-Linie (Bahnhof Kamakura)
  - Enoshima-Dentetsu-Linie (Bahnhof Kamakura)
  - Shōnan Monorail Hängebahn
- Straße:
  - Nationalstraße 134

## Söhne und Töchter der Stadt
- Hōjō Yasutoki (1183–1242), dritter japanischer Regent des Kamakura-Shogunats
- Taira no Yoritsuna († 1293), Krieger und Hausverwalter der Hōjō
- Kajiwara Shōzen (1266–1337), Mönch und Arzt in der späteren Kamakura-Zeit
- Hōjō Takatoki (1304–1333), letzter Regent des Kamakura-Shogunats
- Akiyuki Nosaka (1930–2015), Schriftsteller, Sänger, Lyriker
- Yasuko Agawa (* 1951), Sängerin
- Gōta Miura (* 1969), Freestyle-Skier
- Masami Odate (* 1990), Wrestlerin
- Sumire Uesaka (* 1991), Synchronsprecherin und Sängerin
- Kei Uchiyama (* 1993), Fußballspieler
- Eitarō Matsuda (* 2001), Fußballspieler

## Angrenzende Städte und Gemeinden
- Fujisawa
- Yokohama
- Zushi

## Städtepartnerschaften
- Nizza, Frankreich, seit 1966
- Hagi, Japan, seit 1979
- Ueda, Japan, seit 1979
- Ashikaga, Japan, seit 1982
- Dunhuang, Volksrepublik China, seit 1998
- Nashville, Vereinigte Staaten, seit 2014[3]

## In der Populärkultur
In Kamakura findet der Großteil der Handlung des Mangas Elfen Lied und des darauf beruhenden Animes statt. Auch die Handlung des 2017 veröffentlichten Animefilms Your Voice: Kimikoe findet in Kamakura und den umliegenden Gebieten statt.